# Sofija Gergeležiu
Sofija Gergeležiu (* 31. August 2003) ist eine lettische Fußballspielerin. Seit Januar 2022 steht die Inneverteidigerin bei SFK Rīga unter Vertrag. Seit 2021 ist sie zudem lettische Nationalspielerin.

## Karriere

### Vereine
Gergeležiu begann ihre Karriere bei Rīgas FS. 2022 wechselte sie zu SFK Rīga. Mit diesem Verein wurde sie 2022 und 2023 lettischer Meister.

### Nationalmannschaft
Gergeležiu absolvierte einige Spiele für lettische Nachwuchsmannschaften. Für die lettische U-17-Nationalmannschaft gelang ihr beim 4:0-Sieg gegen Estland am 28. Juni 2019 ihr erstes und bisher einziges Länderspieltor. Ihr Debüt in der lettischen A-Nationalmannschaft gab sie am 10. Juni 2021 bei einer 0:5-Niederlage gegen Litauen. Bislang verliefen ihre Länderspiele wenig erfolgreich; zwei knappen Siegen stehen zahlreiche Niederlagen gegenüber, die mitunter deutlich ausfielen. Zwei Länderspiele gegen England im Oktober und November 2021 wurden mit 0:10 bzw. mit 0:20 verloren. Für ein größeres Turnier konnte sie sich mit Lettland bislang nicht qualifizieren.